# Екофа Мбунгу
Екофа Мбунгу (фр. Ekofa Mbungu, нар. 24 листопада 1948) — заїрський футболіст, що грав на позиції нападника.
Виступав, зокрема, за клуб «Імана», а також національну збірну Заїру. У складі збірної — володар Кубка африканських націй.

## Виступи за збірну
Виступав за національну збірну Заїру. У складі збірної був учасником Кубка африканських націй 1974 року в Єгипті, зігравши у двох з шести іграх і здобувши того року титул континентального чемпіона.
Того ж 1974 року був учасником першої в історії для збірної ДР Конго/Заїру світової першості — чемпіонату світу 1974 у ФРН. У своїй групі команда посіла останнє 4 місце, поступившись Шотландії, Бразилії та Югославії. Мбунгу на поле не виходив, а команда встановила антирекорд чемпіонатів світу, пропустивши 14 голів і не забивши жодного.
Останнім великим турніром для Мбунгу став Кубок африканських націй 1976 року, на якому Заїр посів останнє місце у групі, а Екофа зіграв у двох з трьох іграх своєї команди.

## Титули і досягнення
- Чемпіон Заїру (1):

«Імана»: 1974
- Володар Кубка африканських націй (1):

Заїр: 1974